# Arnold Williams
Arnold Williams (21 mai 1898 – 25 mai 1970) est un homme politique et homme d'affaires américain qui est le 21e gouverneur de l'Idaho de 1945 à 1947. Membre du Parti démocrate, il est ensuite secrétaire d'État de l'Idaho de 1959 à 1966.

## Biographie
Né à Fillmore, dans l'Utah, Williams fréquente son école publique et le Henagers Business College à Salt Lake City,.
Williams sert dans l'armée américaine pendant la Première Guerre mondiale. Après sa libération, il crée une entreprise de nettoyage à sec prospère à Rexburg, dans l'Idaho. Après avoir servi au gouvernement au niveau local et au niveau du comté, il est élu à la Chambre de l'Idaho en 1936 et effectue plusieurs mandats.
Williams est élu lieutenant-gouverneur en 1944 et devient gouverneur en novembre 1945. Il termine le mandat restant de Charles Gossett, qui a démissionné après dix mois et est immédiatement nommé par Williams au siège du Sénat américain laissé vacant par la mort du républicain John Thomas.
Williams devient le premier gouverneur mormon de l'État et est le candidat démocrate au poste de gouverneur en 1946, mais est battu aux élections générales par le républicain C. A. Robins, un médecin de Saint Maries,,.
Williams est délégué à la Convention nationale démocrate de l'Idaho en 1948 et est plus tard élu secrétaire d'État de l'Idaho en 1958, et sert jusqu'en 1966,.
Williams épouse Luella Huskinson et ils ont deux enfants. Il est décédé à l'âge de 72 ans à Idaho Falls le 25 mai 1970 et est enterré au cimetière Fielding Memorial Park à Idaho Falls.